# Lalanne (Gers)
Lalanne – miejscowość i gmina we Francji, w regionie Oksytania, w departamencie Gers.
Według danych na rok 1990 gminę zamieszkiwały 62 osoby, a gęstość zaludnienia wynosiła 11 osób/km² (wśród 3020 gmin regionu Midi-Pireneje Lalanne plasuje się na 1001. miejscu pod względem liczby ludności, natomiast pod względem powierzchni na miejscu 1439.).